# بندیتو نوو
بندیتو نوو (به پرتغالی: Benedito Novo) یک منطقهٔ مسکونی در برزیل است که در سانتا کاتارینا واقع شده‌است. بندیتو نوو ۱۱٬۷۷۵ نفر جمعیت دارد.